# FIA Groupe N
Le Groupe N est la catégorie relative aux voitures de production, dans le règlement FIA. Cette catégorie a été créée en 1982 pour remplacer l'ancienne catégorie Groupe 1.
Le titre pour les pilotes du Groupe N a été créé en 1987 sous l'appellation « Coupe FIA des pilotes des voitures de production ». Depuis 2002, cette épreuve a obtenu le plein statut de championnat et est devenu le « Championnat du monde des rallyes des voitures de production »

## Présentation
Les voitures du Groupe N sont des voitures standards, produites en série à un minimum de 2 500 exemplaires par an, et limitées dans leurs modifications possibles pour la compétition, par rapport à leurs versions de série. Les modèles Groupe N, ainsi que chacune de leurs modifications, doivent être homologuées par la FIA avant de pouvoir concourir.
Les Groupe N ont l'avantage, de par leur concept proche de la voiture de série, d'être relativement économiques, notamment par rapport au Groupe A. Notons cependant qu'au fil des années, la catégorie s'éloigne de plus en plus des voitures de série, en permettant notamment d'homologuer des boîtes de vitesses, transmissions et autres prévues uniquement pour la compétition.

## Classes

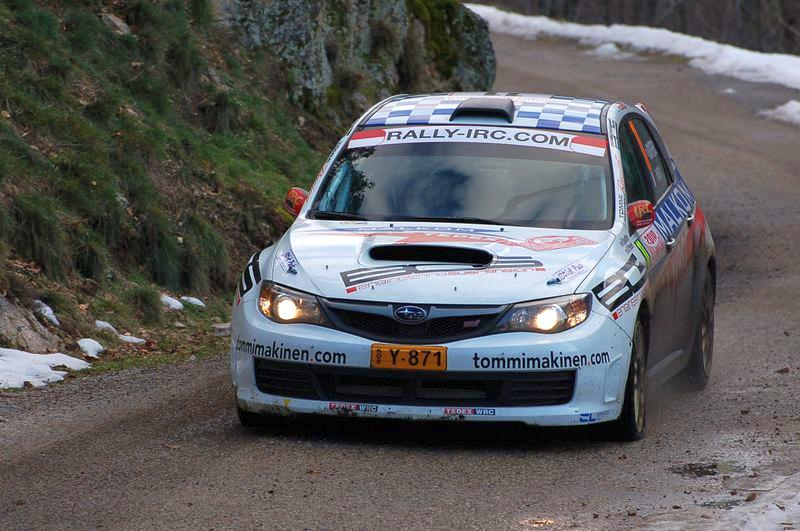
Impreza Gr.N au Monte-Carlo 2010

Les Groupe N sont réparties en 4 classes de cylindrée: 
- N1 : jusqu'à 1 400 cm³
- N2 : de 1 400 à 1 600 cm³
- N3 : de 1 600 à 2 000 cm³
- N4 : plus de 2 000 cm³

Note : les moteurs utilisant une suralimentation (compresseur ou turbo) se voient appliquer un coefficient multiplicateur de 1,7 x leur cylindrée réelle.
Exemple : un 2 litres turbo devient un 3,3 litres après calcul, donc passe en classe N4.

## Championnats
Les Groupe N sont présentes principalement en rallye dans le championnat du monde des rallyes (WRC), dans l'ancien Intercontinental Rally Challenge (IRC), dans les championnats nationaux ou dans les rallyes régionaux. Elles font d'ailleurs l'objet d'un championnat du monde des rallyes des voitures de production. Les Groupe N sont également présentes en circuit, c'était notamment le cas des anciennes Superproduction, dérivées de la réglementation Groupe N. Les Superproduction ont depuis été remplacées par les Super 2000, présentes notamment dans le championnat IRC ou dans le championnat du monde des rallyes dans la coupe S-WRC qui leur est réservée.

## Exemples de Groupe N

### Rallye
- Renault Mégane RS (N4)
- Mitsubishi Lancer Evolution (N4)
- Subaru Impreza WRX STI (N4)
- Renault Super5 Gt Turbo (N4) La super 5 GT Turbo pilotée par Alain Oreille en 1989 reste dans l'histoire comme étant la seule voiture groupe N à avoir remporté une manche du Championnat du monde des rallyes.
- Renault 21 Turbo (N4)
- Renault 11 Turbo (N4)
- Ford Escort RS Cosworth (N4)
- Ford Sierra RS Cosworth (N4)
- Lancia Delta HF Intégrale (N4)
- Citroën Xsara (N3)
- Ford Fiesta ST (N3)
- Ford Focus (N3)
- Honda Civic Type R (N3)
- Peugeot 206 RC (N3)
- Renault Clio RS (N3)
- Honda Integra type R (N3)
- Renault Clio Williams (N3)
- Peugeot 309 GTI (N3)
- Peugeot 205 GTI (N3)
- VW Golf GTI (N3)
- Citroën Saxo VTS (N2)
- Peugeot 106 S16 (N2)
- Peugeot 205 GTI (N2)
- Suzuki Swift (N2)
- Dacia Logan (N2)
- Volkswagen Polo 1.4 (N1)
- Peugeot 205 Rallye (N1)
- Peugeot 106 XSI (N1)
- Opel Corsa E (N4)